# Pimaphera sparsaria
Pimaphera sparsaria là một loài bướm đêm trong họ Geometridae.